# Krizsevce
Krizsevce (horvátul: Karadžićevo 1946-ig Križevci, szerbül: Караџићево) falu Horvátországban, Vukovár-Szerém megyében. Közigazgatásilag Márkusfalvához tartozik.

## Fekvése
Vukovártól légvonalban 24, közúton 29 km-re nyugatra, községközpontjától 4 km-re délre, a Nyugat-Szerémségben fekszik.

## Története
A település Krizsevce-puszta néven mezőgazdasági majorként keletkezett a 19. század második felében. 1880-ban 53, 1910-ben 69 lakosa volt. Szerém vármegye Vukovári járásához tartozott. Az 1910-es népszámlálás adatai szerint lakosságának 87%-a magyar, 10%-a német, 1-1%-a horvát és szerb anyanyelvű volt. A település az első világháború után az új szerb-horvát-szlovén állam, majd később (1929-ben) Jugoszlávia része lett. Az első világháború után, az 1920-as években egykori szerb frontharcosok telepedtek le a faluban. A második világháború végén a szerb lakosság a falu nevét Križevciről a neves szerb nyelvész, író és történész Vuk Stefanović Karadžić tiszteletére Karadžićevora változtatta. 1991-ben lakosságának 83%-a szerb, 15%-a horvát nemzetiségű volt. 1991-től a független Horvátország része. 1991. november 9-én a „Vihor” hadművelet keretében súlyos harcok folytak a falu birtoklásáért a vukovári szerb védelmi gyűrűt áttörni szándékozó horvát és a falut védő szerb erők között. A falu védelmében elesett 14 szerb polgárnak a falu központjában emlékkeresztet állítottak. A horvátok közül 5 varasdi rendőr esett el a harcban. Az ő emlékművük a település mellett áll. A településnek 2011-ben 194 lakosa volt.

## Népessége
| Lakosság változása | Lakosság változása | Lakosság változása | Lakosság változása | Lakosság változása | Lakosság változása | Lakosság változása | Lakosság változása | Lakosság változása | Lakosság változása | Lakosság változása | Lakosság változása | Lakosság változása | Lakosság változása | Lakosság változása | Lakosság változása |
| ------------------ | ------------------ | ------------------ | ------------------ | ------------------ | ------------------ | ------------------ | ------------------ | ------------------ | ------------------ | ------------------ | ------------------ | ------------------ | ------------------ | ------------------ | ------------------ |
| 1857               | 1869               | 1880               | 1890               | 1900               | 1910               | 1921               | 1931               | 1948               | 1953               | 1961               | 1971               | 1981               | 1991               | 2001               | 2011               |
| 0                  | 0                  | 53                 | 82                 | 98                 | 69                 | 22                 | 289                | 550                | 614                | 589                | 521                | 624                | 411                | 239                | 194                |

(1880-tól településrészként, 1948-tól önálló településként.)

## Gazdaság
A településen hagyományosan a mezőgazdaság és az állattartás képezi a megélhetés alapját.

## Sport
Az NK „Mladost” Karadžićevo labdarúgóklub 1968 és 1999 között működött. Ma a klubnak csak veterán csapata van.